# Hàn Mặc Tử
Nguyễn Trọng Trí, thường được biết đến với bút danh Hàn Mặc Tử hay Hàn Mạc Tử (22 tháng 9 năm 1912 – 11 tháng 11 năm 1940), là một nhà thơ người Việt Nam. Là người khởi xướng Trường thơ Loạn và cũng là người tiên phong của dòng thơ lãng mạn hiện đại Việt Nam, ông còn có những bút danh khác trong sự nghiệp gồm Lệ Thanh, Phong Trần và Minh Duệ Thị.
Hàn Mặc Tử cùng với Quách Tấn, Yến Lan, Chế Lan Viên được người đương thời ở Bình Định gọi là Bàn thành tứ hữu, nghĩa là Bốn người bạn ở thành Đồ Bàn.

## Tiểu sử

### Thân thế

Hàn Mạc Tử và những người tình trong thơ: Thương Thương, Kim Cúc, Mộng Cầm, Ngọc Sương, Mai Đình

Tổ tiên Hàn Mặc Tử gốc họ Phạm ở Thanh Hóa. Ông cố là Phạm Chương vì liên quan đến quốc sự, gia đình bị truy nã, nên người con trai là Phạm Bồi phải di chuyển vào Thừa Thiên Huế đổi họ Nguyễn theo họ mẹ. Sinh ra ông Nguyễn Văn Toản lấy vợ là Nguyễn Thị Duy (con cụ Nguyễn Long, ngự y có danh thời vua Tự Đức), sinh hạ được 8 người con:
1. Nguyễn Bá Nhân (nhà thơ Mộng Châu) cũng là người dìu dắt Hàn Mặc Tử trên con đường thơ văn
2. Nguyễn Thị Như Nghĩa
3. Nguyễn Thị Như Lễ
4. Nguyễn Trọng Trí
5. Nguyễn Bá Tín (người cải táng mộ Hàn Mặc Tử từ Quy Hòa về Ghềnh Ráng vào ngày 13 tháng 2 năm 1959).
6. Nguyễn Bá Hiếu
7. Nguyễn Văn Hiền
8. Nguyễn Văn Thảo

### Thuở nhỏ
Ông sinh ở làng Lệ Mỹ, Đồng Hới, Quảng Bình khi ông Nguyễn Văn Toản đang làm Chủ sự Sở Thương Chánh Nhật Lệ – Đồng Hới; lớn lên, Hàn Mặc Tử theo cha đi nhiều nơi và theo học ở các trường Tiểu học Sa Kỳ (1920), Quy Nhơn, Bồng Sơn (1921–1923), Sa Kỳ (1924)... đến năm 1926, cụ thân sinh của Hàn Mặc Tử bị bệnh và mất ở Huế, Hàn Mặc Tử được mẹ cho học tiếp ở trường Pellerin - Huế. Năm 1930, Hàn Mặc Tử mới thôi học theo mẹ vào Quy Nhơn, tỉnh Bình Định. Gia đình ông theo đạo Công giáo, ông được rửa tội tại Nhà thờ Tam Tòa với tên thánh là Phêrô Phanxicô.
Hàn Mặc Tử mang vóc mình ốm yếu, tính tình hiền từ, giản dị, hiếu học và thích giao du bè bạn trong lĩnh vực văn thơ. Do cha ông là Nguyễn Văn Toản làm thông ngôn, ký lục nên thường di chuyển nhiều nơi, nhiều nhiệm sở, nên Hàn Mặc Tử cũng đã theo học ở nhiều trường khác nhau ở Sa Kỳ (1920), Quy Nhơn, Bồng Sơn (1921–1923), Pellerin Huế (1926).

### Sự nghiệp làm báo và làm thơ
Ông có tài năng làm thơ từ rất sớm khi mới 16 tuổi. Ông đã từng gặp gỡ Phan Bội Châu và chịu ảnh hưởng khá lớn của chí sĩ này. Ông được Phan Bội Châu giới thiệu bài thơ Thức khuya của mình lên một tờ báo. Sau này, ông nhận một suất học bổng đi Pháp nhưng vì quá thân với Phan Bội Châu nên đành đình lại. Ông quyết định vào Sài Gòn lập nghiệp, năm ông 21 tuổi; lúc đầu làm ở Sở Đạc điền.
Đến Sài Gòn, ông làm phóng viên phụ trách trang thơ cho tờ báo Công luận. Khi ấy, Mộng Cầm ở Phan Thiết cũng làm thơ và hay gửi lên báo. Hai người bắt đầu trao đổi thư từ với nhau, và ông quyết định ra Phan Thiết gặp Mộng Cầm.

### Bệnh tật
Theo gia đình Hàn Mặc Tử, thì vào khoảng đầu năm 1935, họ đã phát hiện những dấu hiệu của bệnh phong trên cơ thể ông. Tuy nhiên, ông cũng không quan tâm vì cho rằng nó là một chứng phong ngứa gì đó không đáng kể. Cho đến năm 1936, khi ông được xuất bản tập "Gái quê", rồi đi Huế, Sài Gòn, Quảng Ngãi, vào Sài Gòn lần thứ hai, được bà Bút Trà cho biết đã lo xong giấy phép cho tờ Phụ nữ tân văn, quyết định mời Hàn Mặc Tử làm chủ bút, bấy giờ ông mới nghĩ đến bệnh tật của mình. Nhưng ý ông là muốn chữa cho dứt hẳn một loại bệnh thuộc loại "phong ngứa" gì đấy, để yên tâm vào Sài Gòn làm báo chứ không ngờ đến một căn bệnh nan y.
Năm 1938 - 1939, Hàn Mặc Tử đau đớn dữ dội. Tuy nhiên, ở bên ngoài thì không ai nghe ông rên rỉ than khóc. Ông chỉ gào thét ở trong thơ mà thôi. Trước ngày Hàn Mặc Tử vào trại phong Quy Hòa, em ruột của nhà thơ là Nguyễn Bá Tín cho biết tình trạng bệnh tật của anh mình như sau: Da anh đã khô cứng, nhưng hơi nhăn ở bàn tay, vì phải vận dụng sức khỏe để kéo các ngón khi cầm muỗng ăn cơm. Bởi vậy, trông như mang chiếc "găng" tay bằng da thô. Toàn thân khô cứng.
Ông Nguyễn Bá Tín, trong một chuyến thăm Bệnh viện Quy Hòa, có đến thăm bác sĩ Gour Vile - Giám đốc Bệnh viện Quy Nhơn. Bác sĩ nói rằng: Bệnh cùi rất khó phân biệt. Giới y học (thời đó) chưa biết rõ lắm. Tuy triệu chứng giống nhau, nhưng lại có nhiều thứ. Đó là căn bệnh do trực khuẩn Hansen gây nên. Ông bác sĩ quả quyết bệnh cùi không thể lây dễ dàng được.
Nhiều truyện kể cho rằng, một hôm Hàn Mặc Tử đi dạo với bà Mộng Cầm ở lầu Ông Hoàng (Phan Thiết), qua một nghĩa địa có ngôi mộ mới an táng thì gặp mưa. Bỗng ông phát hiện ra từng đốm đỏ bay lên từ ngôi mộ. Sau đó ông về nhà nghỉ, để rồi sớm hôm sau ông phát hiện ra mình như vậy. Thực ra đây chỉ là truyện kể hư cấu, chứ về mặt khoa học thì quá trình lây nhiễm rồi xuất hiện triệu chứng của phong cùi phải kéo dài ít nhất là hàng tháng, không thể chỉ diễn ra chỉ trong 1 ngày như câu chuyện này.
Thời đó, kiến thức khoa học về bệnh phong chưa phổ biến rộng rãi, nhiều người cho rằng đây là căn bệnh truyền nhiễm dễ lây nên bệnh nhân thường bị hắt hủi, cách ly, xa lánh, thậm chí bị ngược đãi. Hàn Mặc Tử cũng không là ngoại lệ. Gia đình ông phải đối phó với chính quyền địa phương vì họ đã hay tin ông mắc căn bệnh truyền nhiễm, đòi đưa ông đi cách ly. Sau đó gia đình phải đưa ông chạy chữa nhiều nơi, nhưng thường là các cách chữa phản khoa học và lẽ ra phải sớm đưa ông vào nơi có đầy đủ điều kiện chữa trị nhất lúc bấy giờ là Bệnh viện phong Quy Hòa. Trong câu chuyện với người em của thi sĩ Hàn Mặc Tử, bác sĩ Gour Vile cũng nói rằng theo kinh nghiệm từ các trại cùi, không có bệnh nhân nào chỉ mắc bệnh có từng ấy năm mà chết được. Ông trách gia đình Hàn Mặc Tử không đưa nhà thơ đi trại phong sớm. Bác sĩ cho rằng Hàn Mặc Tử sớm qua đời do nội tạng hư hỏng vì uống quá nhiều thuốc tạp nham của lang băm trước khi nhập viện phong Quy Hòa.
Ông bỏ tất cả quay về Quy Nhơn vào Trại phong Quy Hòa (20 tháng 9 năm 1940) mang số bệnh nhân 1.134 và từ trần vào lúc 5 giờ 45 phút rạng sáng 11 tháng 11 năm 1940 tại đây vì chứng bệnh kiết lỵ, khi mới bước sang tuổi 28.

### Bút danh Hàn Mặc Tử

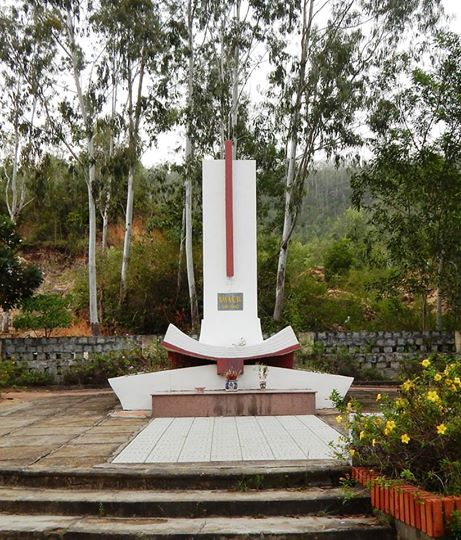
Ngôi mộ đầu tiên của nhà thơ Hàn Mặc Tử (nay là mộ gió) tại Trại phong Quy Hòa.

Ông làm thơ từ năm 16 tuổi lấy hiệu là Phong Trần rồi Lệ Thanh. Đến năm 1936, khi chủ trương ra phụ trương báo Saigon mới đổi hiệu là Hàn Mạc Tử, nghĩa là chàng trai đứng sau bức rèm lạnh lẽo, trống trải. Sau đó bạn bè gợi ý ông nên vẽ thêm Mặt Trăng khuyết vào bức rèm lạnh lẽo để lột tả cái cô đơn của con người trước thiên nhiên, vạn vật. "Mặt Trăng khuyết" đã được "đặt vào" chữ "Mạc" thành ra chữ "Mặc". Hàn Mặc Tử có nghĩa là "chàng trai bút nghiên".

## Đánh giá và bình luận
Cuộc đời Hàn Mặc Tử có duyên với 4 chữ "bình": sinh tại Quảng Bình, làm báo Tân Bình, có người yêu ở Bình Thuận và mất tại Bình Định. Ông được biết đến với nhiều mối tình, với nhiều người phụ nữ khác nhau, đã để lại nhiều dấu ấn trong văn thơ của ông - có những người ông đã gặp, có những người ông chỉ giao tiếp qua thư từ, và có người ông chỉ biết tên như Mộng Cầm, Hoàng Cúc, Mai Đình, Thương Thương, Ngọc Sương, Thanh Huy, Mỹ Thiện.
Đã có rất nhiều đánh giá và bình luận về tài thơ của Hàn Mặc Tử. Sau đây là một số đánh giá của các tác giả nổi tiếng:

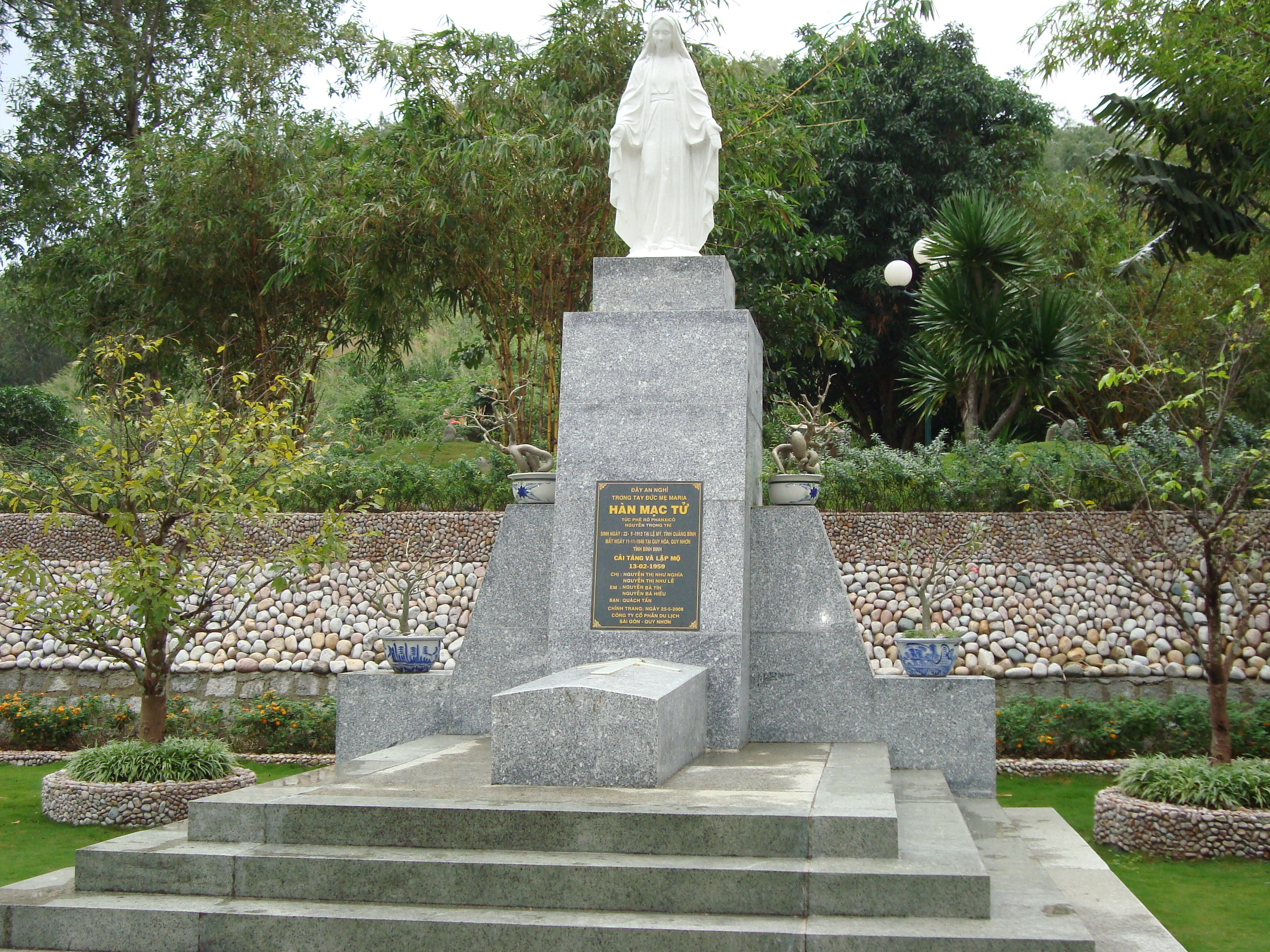
Mộ Hàn Mặc Tử ở Ghềnh Ráng

- "Trước không có ai, sau không có ai, Hàn Mặc Tử như một ngôi sao chổi xoẹt qua bầu trời Việt Nam với cái đuôi chói lòa rực rỡ của mình"
- "Tôi xin hứa hẹn với các người rằng, mai sau, những cái tầm thường, mực thước kia sẽ biến tan đi, và còn lại của cái thời kỳ này, chút gì đáng kể đó là Hàn Mạc Tử."
(Nhà thơ Chế Lan Viên)
- "Sẽ không thể giải thích được đầy đủ hiện tượng Hàn Mặc Tử nếu chỉ vận dụng thi pháp của chủ nghĩa lãng mạn và ảnh hưởng của Kinh thánh. Chúng ta cần nghiên cứu thêm lý luận của chủ nghĩa tượng trưng và chủ nghĩa siêu thực. Trong những bài thơ siêu thực của Hàn Mặc Tử, người ta không phân biệt được hư và thực, sắc và không, thế gian và xuất thế gian, cái hữu hình và cái vô hình, nội tâm và ngoại giới, chủ thể và khách thể, thế giới cảm xúc và phi cảm xúc. Mọi giác quan bị trộn lẫn, mọi lôgic bình thường trong tư duy và ngôn ngữ, trong ngữ pháp và thi pháp bị đảo lộn bất ngờ. Nhà thơ đã có những so sánh ví von, những đối chiếu kết hợp lạ kỳ, tạo nên sự độc đáo đầy kinh ngạc và kinh dị đối với người đọc."
(Nhà phê bình văn học Phan Cự Đệ)
- "Hàn Mặc Tử có khoảng bảy bài hay, trong đó có bốn bài đạt đến độ toàn bích. Còn lại là những câu thơ thiên tài. Những câu thơ này, phi Hàn Mặc Tử, không ai có thể viết nổi. Tiếc là những câu thơ ấy lại nằm trong những bài thơ còn rất nhiều xộc xệch..."
(Nhà thơ Trần Đăng Khoa)
- "...Theo tôi thơ đời Hàn Mặc Tử sẽ còn lại nhiều. Ông là người rất có tài, đóng góp xứng đáng vào Thơ mới."
(Nhà thơ Huy Cận)
- "...Một nguồn thơ rào rạt và lạ lùng..." và "Vườn thơ Hàn rộng không bờ không bến càng đi xa càng ớn lạnh..."
(Nhà phê bình văn học Hoài Thanh)

## Tác phẩm
Các sáng tác của Hàn Mặc Tử, gồm có:
- Lệ Thanh thi tập (gồm toàn bộ các bài thơ Đường luật)
- Gái Quê (1936, tập thơ duy nhất được xuất bản lúc tác giả chưa qua đời)
- Thơ Điên (hay Đau Thương, thơ gồm ba tập: 1. Hương thơm; 2. Mật đắng; 3. Máu cuồng và hồn điên-1938)
- Xuân như ý
- Thượng Thanh Khí (thơ)
- Cẩm Châu Duyên
- Duyên kỳ ngộ (kịch thơ-1939)
- Quần tiên hội (kịch thơ, viết dở dang-1940)
- Chơi Giữa Mùa Trăng (tập thơ-văn xuôi)

Ngoài ra còn có một số bài phóng sự, tạp văn, văn tế... Xem thêm chi tiết ở bên dưới.

## Tuyển tập

### Gái quê(1936)
| - Âm thầm - Bẽn lẽn - Duyên muộn - Đời phiêu lãng - Em lấy chồng - Gái quê | - Hái dâu - Lòng quê - Mất duyên - Một đêm nói chuyện với gái quê - Mơ - Nắng tươi | - Nhớ chăng - Nhớ nhung - Nụ cười - Quả dưa - Sượng sùng - Tiếng vang | - Tình quê - Tình thu - Tôi không muốn gặp - Trái mùa - Uống trăng |

### Thơ điên(sau đổi thànhĐau thương, 1938)

#### Hương thơm
| - Bắt chước - Cao hứng - Chuỗi cười - Đà Lạt trăng mờ | - Đây thôn Vĩ Dạ - Ghen - Huyền ảo - Lưu luyến | - Mơ hoa - Mùa xuân chín - Sáng trăng - Say nắng | - Thi sĩ Chàm - Thời gian - Tối tân hôn - Trăng vàng trăng ngọc |

- Đôi ta
- Những giọt lệ
- Cuối thu
- Đàn ngọc
- Hãy nhập hồn em
- Sầu vạn cổ
- Trường tương tư

#### Mật đắng
| - Cuối thu - Dấu tích - Đôi ta | - Gửi anh - Hãy nhập hồn em - Khói hương tan | - Muôn năm sầu thảm - Những giọt lệ - Sầu vạn cổ |

#### Máu cuồng và hồn điên
| - Biển hồn ta - Chơi trên trăng - Cô gái đồng trinh - Cô liêu - Hồn là ai | - Một miệng trăng - Ngoài vũ trụ - Ngủ với trăng - Người ngọc - Rướm máu | - Rượt trăng - Sáng láng - Say trăng - Trăng tự tử | - Trút linh hồn - Trường tương tư - Ước ao - Vớt hồn |

### Xuân như ý
| - Anh điên - Ave Maria - Bến Hàn Giang - Đêm xuân cầu nguyện | - Điềm lạ - Em điên - Hãy đón hồn anh - Lang thang | - Nguồn thơm - Nhớ thương - Phan Thiết! Phan Thiết! - Ra đời | - Say chết đêm nay - Say thơ - Ta nhớ mình xa (Một nửa trăng) - Xuân đầu tiên |

### Thượng thanh khí
| - Buồn ở đây - Cưới xuân, cưới vợ - Hương | - Mơ duyên - Nhạc - Nói tiên tri | - Sao, vàng sao (Đừng cho lòng bay xa) - Tài hoa - Tình hoa | - Trường thọ - Ưng trăng - Vầng trăng |

### Cẩm châu duyên
- Nỗi buồn vô duyên
- Tiêu sầu

### Kịch thơ của Huỳnh Nghi
- Duyên kỳ ngộ (1939)
- Quần tiên hội (1940)

### Khác
| - Biết anh - Bút thần khai - Chùa hoang - Đi thuyền | - Em đau - Em sắp lấy chồng - Hồn lìa khỏi xác - Một cõi quên | - Này đây lời ngọc song song - Nhớ Trường Xuyên - Nước mây - Rụng rồi | - Say máu ngà - Siêu thoát - Thương - Tự thuật |

## Tác phẩm được phổ nhạc
- Đây thôn Vỹ Dạ được Phan Huỳnh Điểu và Hoàng Thanh Tâm phổ nhạc
- Đây thôn Vỹ Dạ được Nguyễn Thừa Thiên phổ nhạc ( giữ được trọn bài thơ không thêm hay bớt một từ.)
- Đà Lạt trăng mờ và Tình quê được Phạm Duy phổ nhạc.
- Đây thôn vỹ dạ được Phan Mạnh Quỳnh phổ nhạc
- Ave Maria (tên khác: Thánh nữ đồng trinh Maria) được nhạc sư Hải Linh phổ nhạc thành bản giao hưởng hợp xướng Trường ca Ave Maria

## Lời chú ấn tượng
- Ra đời (Xuất thế gian):

| “            | Phật giáo chia thế giới làm hai cõi: Thế gian và xuất thế gian, tức là thế giới hữu hình và thế giới vi vô, đây sánh xuất thế gian với cõi thanh tịnh của lòng. | ” |
| — Hàn Mạc Tử | |   |

## Vinh danh
Ông được biết đến là chủ xướng của Trường thơ Loạn: Hàn Mặc Tử, Chế Lan Viên, Yến Lan và Bích Khê.
Nhiều địa phương Việt Nam dùng tên của ông để đặt tên đường như:
1. Bình Định (phường Ghềnh Ráng, Quy Nhơn)
2. Bà Rịa – Vũng Tàu (phường 7, Vũng Tàu)
3. Đà Nẵng (phường Thuận Phước, Hải Châu)
4. Đắk Lắk (phường Tân An, Buôn Ma Thuột)
5. Thừa Thiên Huế (phường Vỹ Dạ, Huế)
6. Nghệ An (phường Trung Đô, Vinh)
7. Bình Thuận (đường dẫn lên Lầu Ông Hoàng, Phan Thiết)
8. Quảng Bình (phường Đồng Mỹ, Đồng Hới)
9. Thanh Hóa (phố Hàn Mặc Tử, phường Trường Thi, Thanh Hóa)
10. Thành phố Hồ Chí Minh (phường 12, Tân Bình; phường Tân Thành, Tân Phú; đường Nguyễn Trọng Trí, phường An Lạc, Bình Tân, gần bến xe Miền Tây).

### Sáng tác văn nghệ về Hàn Mặc Tử
Năm 2004, Hãng phim Truyền hình Thành phố Hồ Chí Minh (TFS) đã thực hiện bộ phim Hàn Mặc Tử để kỷ niệm ông.
Nhạc sĩ nổi tiếng Trần Thiện Thanh thuộc dòng nhạc vàng và nhạc trữ tình tại miền Nam Việt Nam trước 1975, sinh trưởng tại Phan Thiết, có sáng tác một bài hát nổi tiếng nói về cuộc đời Hàn Mặc Tử. Bài hát đã được chính tác giả (ca sĩ Nhật Trường) nhiều ca sĩ dòng nhạc vàng cả ở Việt Nam và hải ngoại thu âm.

## Các bản dịch ra tiếng nước ngoài
Năm 2001, nhà xuất bản Arfuyen đã xuất bản tuyển tập thơ của Hàn Mặc Tử sang tiếng Pháp, lấy tên Le Hameau des roseaux (Đây thôn Vĩ Dạ) do Hélène Péras và Vũ Thị Bích dịch.